# Janina Złoczów
Janina Złoczów – polski klub piłkarski z siedzibą w Złoczowie. Rozwiązany w 1939 roku.

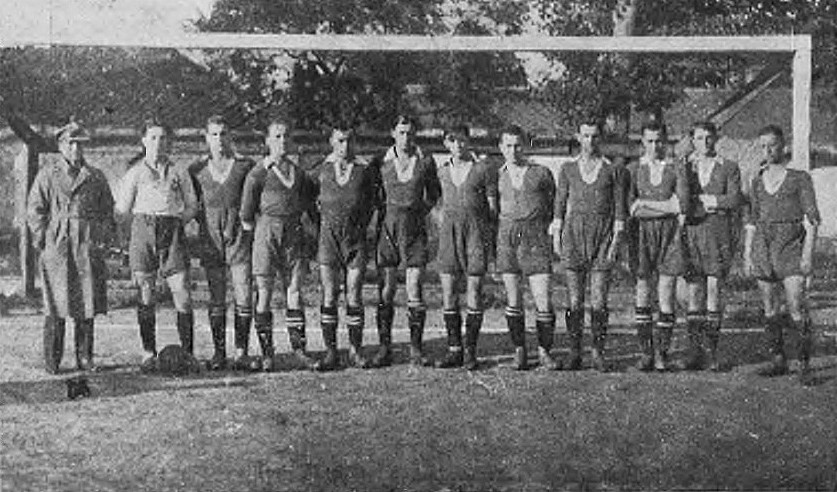
Drużyna Janiny Złoczów (1926)

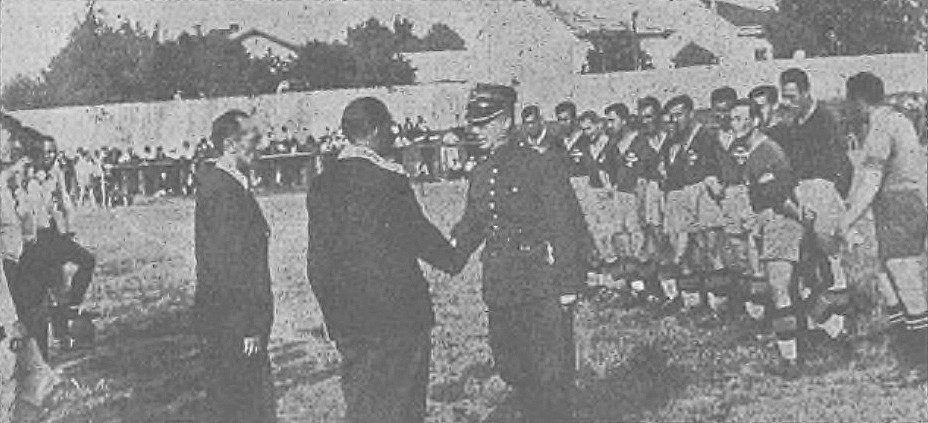
Kresy Tarnopol - Janina Złoczów (1937)

## Historia
Chronologia nazw:
- 1911: KS [Klub Sportowy] Pogoń Złoczów
- 1914—1916: nie funkcjonował
- 1916: SKS [Sokolski Klub Sportowy] Złoczovia Złoczów
- 1924: KS [Klub Sportowy] Janina Złoczów
- 1927: WCSS [Wojskowo-Cywilne Stowarzyszenie Sportowe] Janina Złoczów
- 1939: klub rozwiązano

Piłkarska drużyna Pogoń została założona przy Gimnazjum w Złoczowie w 1911 roku jako filia klubu Pogoń Lwów. W czasie I wojny światowej działalność klubu została zawieszona, a po jej zakończeniu klub stał się samodzielny, przyjmując nazwę Złoczovia. W 1924 roku klub zmienił nazwę na Janina. Zespół przez dłuższy czas występował w niższych klasach. Do ligi okręgowej lwowskiego OZPN WCSS „Janina” awansowała w 1927. Przez cztery sezony w najwyższej lidze rozegrała 39 meczów, w których zdobyła 25 pkt, strzeliła 59 goli i straciła 109 bramek. W 1930 ostatni raz zagrał w Klasie A. Potem występował w tarnopolskim podokręgu w klasie B.
We wrześniu 1939, kiedy wybuchła II wojna światowa, klub przestał istnieć.

## Inne
- Kresy Tarnopol
- Czarni Lwów
- Hasmonea Lwów
- Lechia Lwów
- Pogoń Lwów
- RKS Lwów
- Sparta Lwów
- Ukraina Lwów